# Promachus pulchellus
Promachus pulchellus är en tvåvingeart som beskrevs av Luigi Bellardi 1861. Promachus pulchellus ingår i släktet Promachus och familjen rovflugor. Inga underarter finns listade i Catalogue of Life.